# Tommaso Cazzaniga
Tommaso Cazzaniga (XV secolo – XVI secolo) è stato uno scultore italiano.

## Biografia

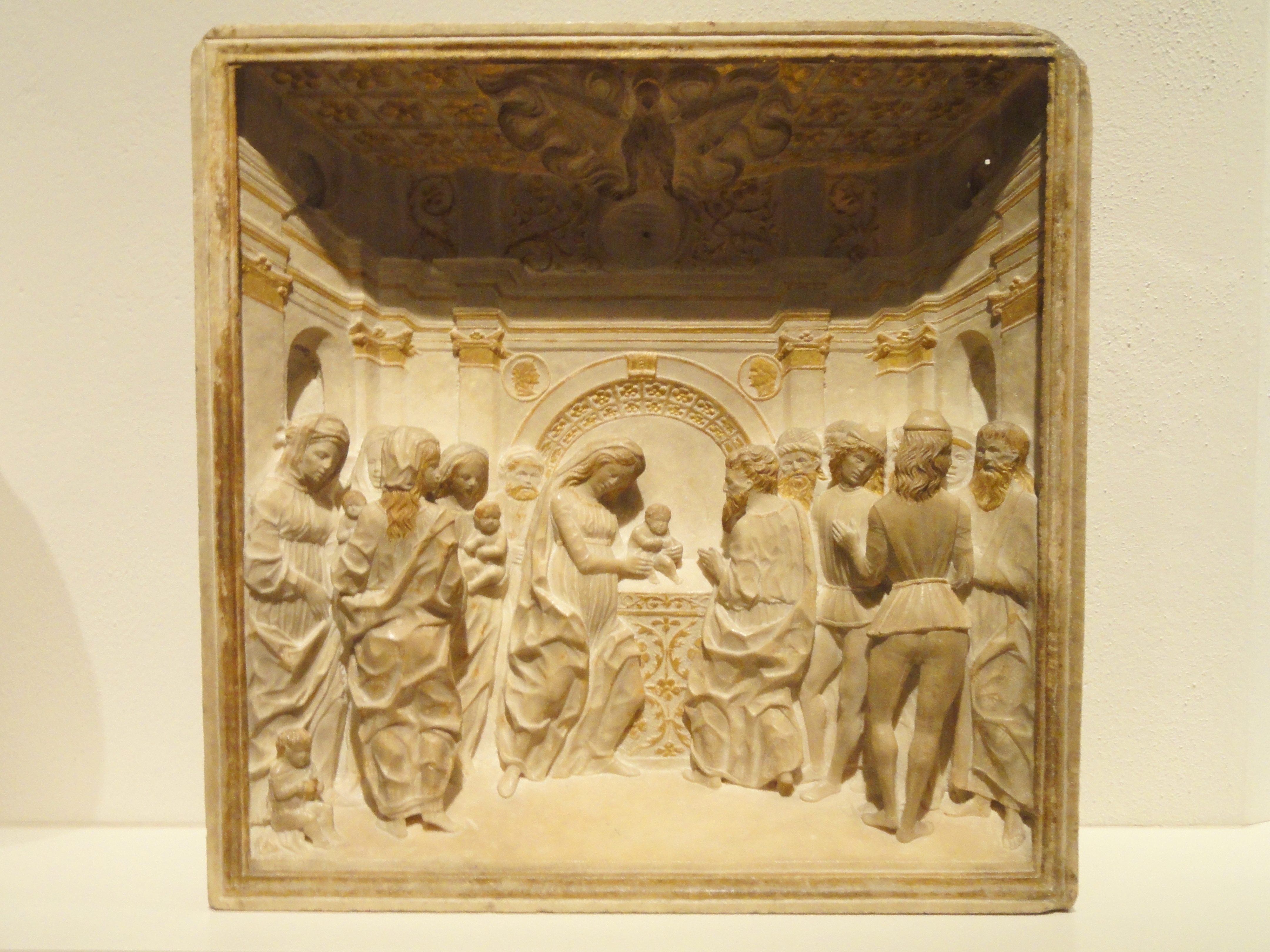
La presentazione al Tempio, dopo 1484, Nelson-Atkins Museum of Art

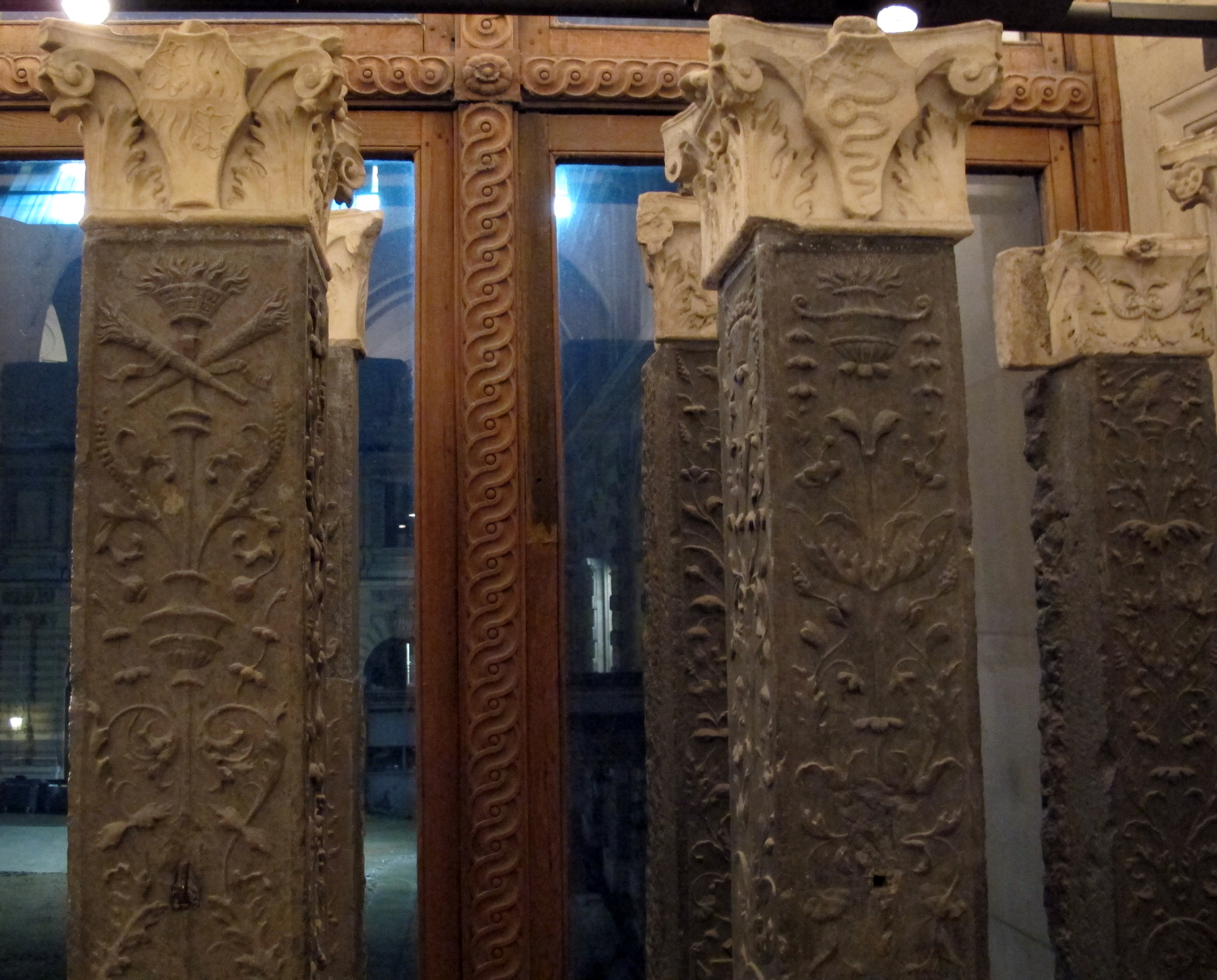
Pilastri da monumento a Pier Francesco Visconti di Saliceto, 1484

Tommaso Cazzaniga, assieme al fratello Francesco, fu uno scultore lombardo, attivo soprattutto a Milano dal 1470 al 1504.

Invece il fratello Francesco fu attivo dal 1470 al 1486.
Sono entrambi menzionati negli annali della Veneranda Fabbrica del Duomo di Milano, e furono seguaci dell'architetto, ingegnere e scultore Giovanni Antonio Amadeo, anche se Tommaso evidenziò influenze di Antonio Mantegazza, che lo distinsero dal fratello.
Tommaso rilevò il fratello nel 1486 dal lavoro per il monumento Brivio per la basilica di Sant'Eustorgio, e scelse come collaboratore Benedetto Briosco; Briosco eseguì soltanto le decorazioni delle cornici, mentre si attribuiscono a Tommaso le corpose sculture del monumento, composizioni dense e disposte nei primi piani.
Per questo monumento Francesco si era ispirato a quello funebre Della Torre nella chiesa di Santa Maria delle Grazie a Milano (1483), che era stato realizzato su disegno dell'Amadeo, anche se nell'esecuzione Francesco evidenziò una maggiore asprezza, torbidezza e pesantezza, eseguite con intensa ricerca espressiva e panneggi ormai lontani dallo stile quasi lamellare dell'Amadeo e di Francesco.Inoltre si caratterizzò per un delicato gusto ornamentale, e per un'elegante finitezza dei particolari.
Queste caratteristiche erano già state evidenziate nel monumento a Pier Francesco Visconti di Saliceto, eseguito da Tommaso nel 1484.
Inoltre Tommaso Cazzaniga si distinse anche per le statue di Santa Apollonia e Santa Agnese nell'abside esterna del Duomo.
Tra le attribuzioni vi sono l'Arca di San Donnino (1488) nel duomo di Fidenza, i due busti di Ludovico il Moro e di Beatrice d'Este del Museo di Sant'Ambrogio a Milano, oltre che il portale con i ritratti delle duchesse di Milano della Certosa di Pavia (1490- 1499)  e la formella con San Francesco che riceve le stimmate, conservata nel Museo della Certosa di Pavia.

## Opere
- Monumento Brivio per la basilica di Sant'Eustorgio a Milano;
- Monumento Pier Francesco Visconti di Saliceto, 1484;(già in Santa Maria del Carmine in Milano fino alla fine del '700)
- Statue Santa Apollonia e Santa Agnese nell'abside esterna del Duomo di Milano;
- Arca di San Donnino nel duomo di Fidenza, 1488;
- Busti Ludovico il Moro e Beatrice d'Este del Museo di Sant'Ambrogio a Milano;
- Portale con i ritratti delle duchesse di Milano, Certosa di Pavia;
- Formella San Francesco che riceve le stimmate nel  Museo della Certosa di Pavia